# Glieder-Binse

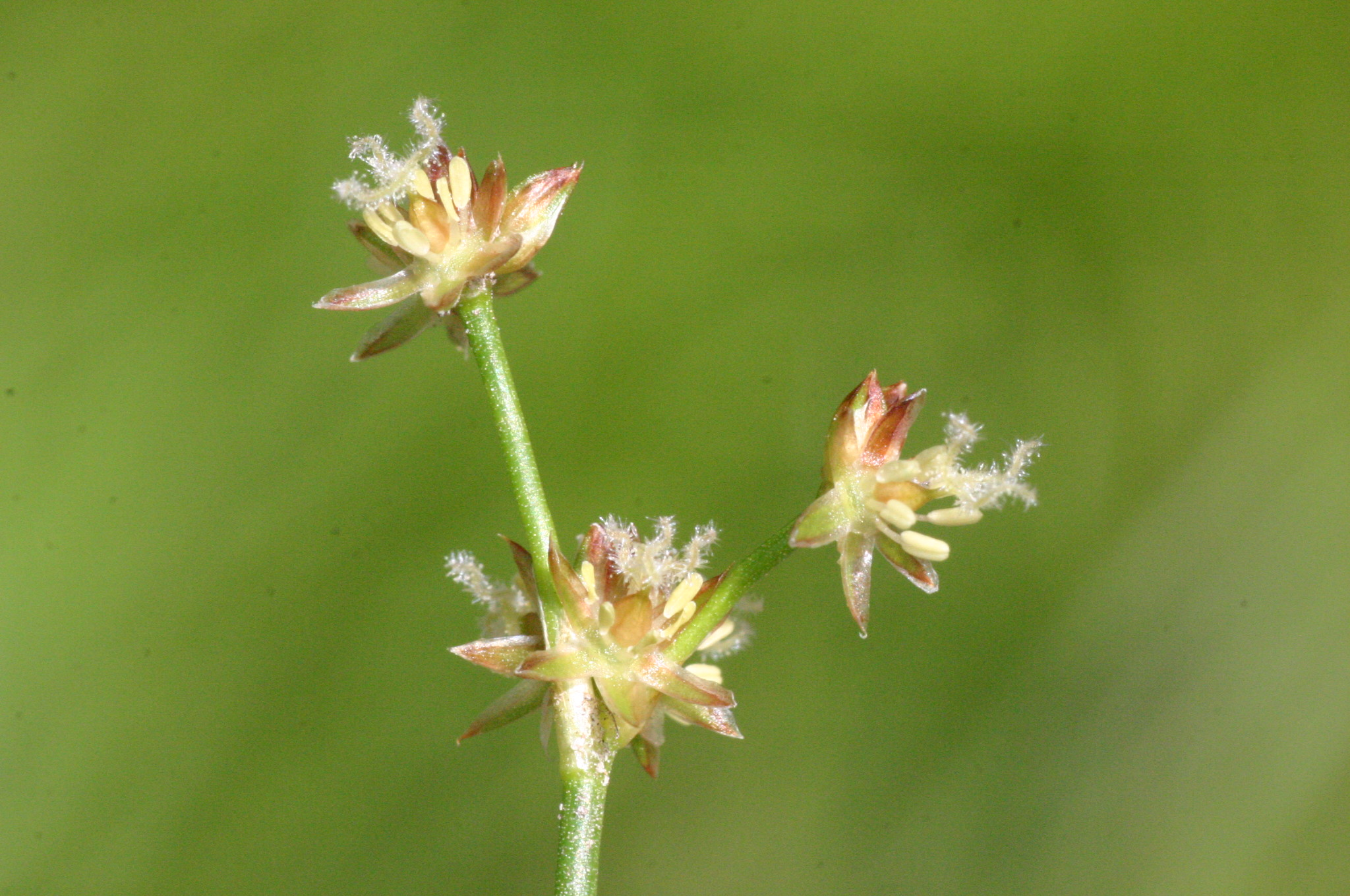
Blüten

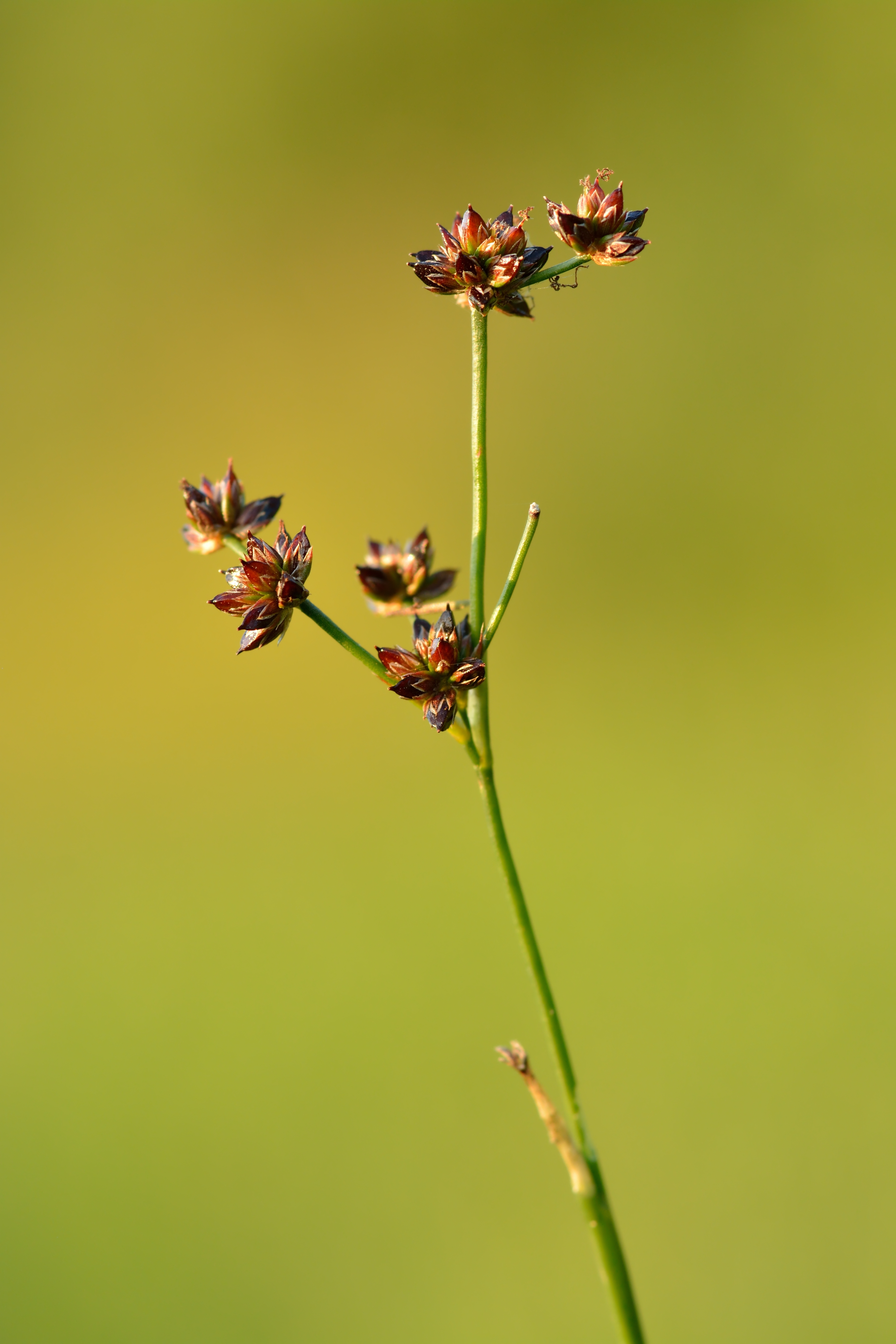
Fruchtstand

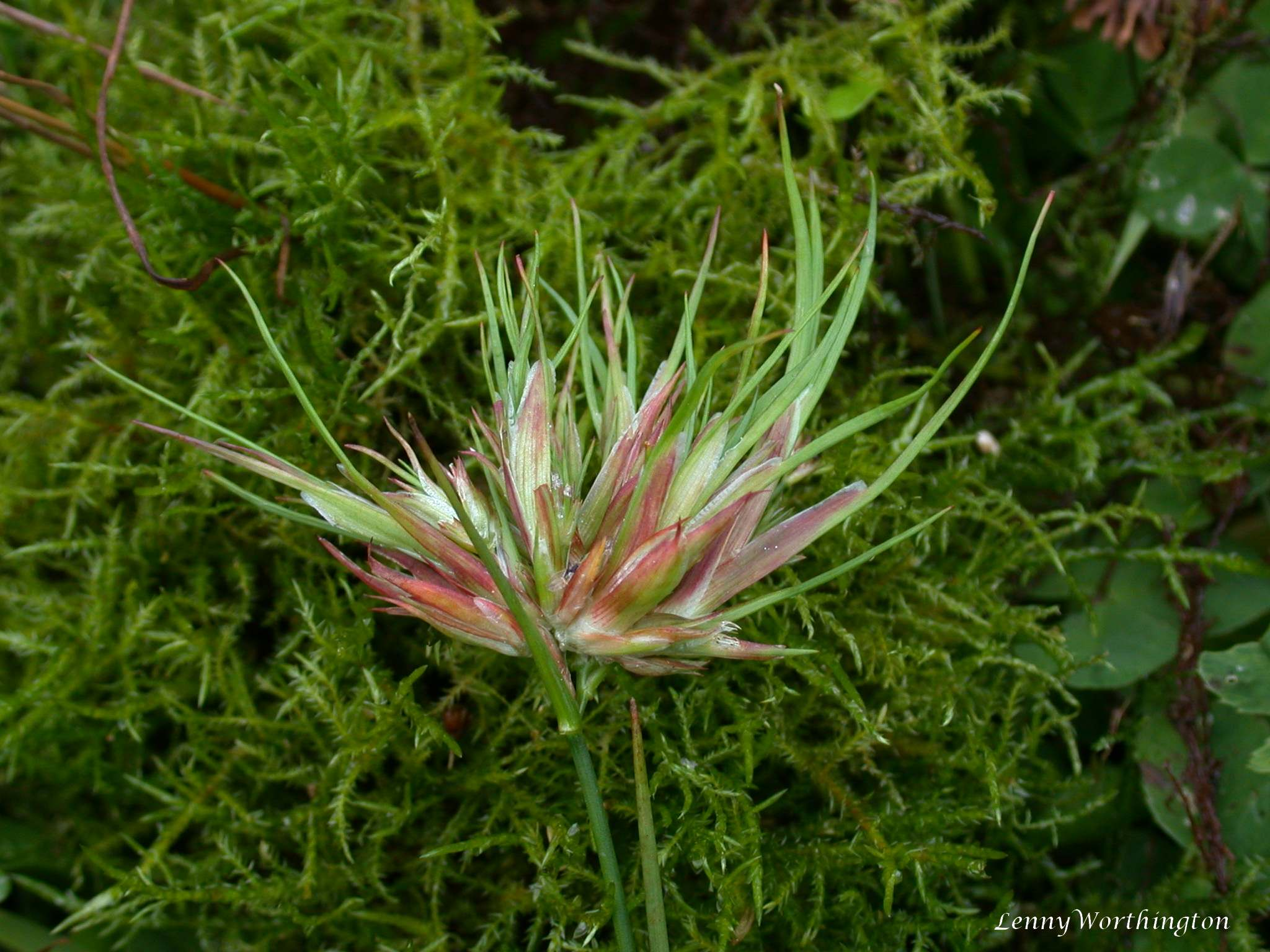
Blattbüschel, die durch den Blattfloh Livia juncorum hervorgerufen werden

Die Glieder-Binse (Juncus articulatus), auch Glanzfrüchtige Binse genannt, gehört zur Familie der Binsengewächse (Juncaceae). Den Namen Glieder-Binse verdankt sie dem quergekammerten Mark im Inneren ihrer Blätter.

## Beschreibung

### Vegetative Merkmale
Der ausdauernde, überwinternd grüne Hemikryptophyt erreicht Wuchshöhen zwischen 15 und 70 Zentimetern. Mit seinem kriechenden Wurzelstock und kurzen Ausläufern bildet er lockere Rasen. Die charakteristisch binsenförmigen, spitz zulaufenden Laubblätter sind im Querschnitt rundlich bis zusammengedrückt. Sie sind innen hohl, durch Querwände gekammert sowie von einem spinnwebartigen Mark erfüllt. Die Öhrchen der Blattscheiden sind lang und häutig. Die Stängel der Gewöhnlichen Glieder-Binse sind meist aufrecht oder bogig aufsteigend, während diese bei der Strand-Glieder-Binse (Juncus articulatus var. littoralis) starr aufrecht stehen. Selten wächst die Glieder-Binse auch niederliegend und an den Knoten wurzelnd oder im Wasser flutend, wo sie bis 1 Meter lang werden kann. Meist trägt der Stängel 0 bis 2 basale Blattscheiden und 3 bis 6 stängelständige Blätter.

### Generative Merkmale
Die Blütezeit der Glieder-Binse erstreckt sich von Juli bis Oktober. Der Blütenstand ist eine etwa 10 Zentimeter hohe, aufrechte Spirre mit schräg aufrecht stehenden Seitenästen und halbkugeligen Köpfchen. Diese Köpfchen sind etwa 6 bis 8 (bis 12) Millimeter breit. Bei der Gewöhnlichen Glieder-Binse bestehen sie aus fünf bis dreißig, bei der Strand-Glieder-Binse (Juncus articulatus var. littoralis) aus vier bis sechs Einzelblüten. Die Perigonblätter sind rotbraun, gleich lang und schmal eiförmig bis länglich oder lanzettlich. Sie sind zwischen 2 und maximal 4 Millimeter lang. Die äußeren Perigonblätter sind schwach bootförmig, spitz oder stumpflich mit aufgesetztem Spitzchen. Die inneren Perigonblätter sind flach, stumpf oder spitzlich und manchmal stachelspitzig. Die Staubblätter sind halb oder zwei Drittel so lang wie die Blütenhüllblätter. Die Staubbeutel sind 0,7 bis 1 Millimeter lang. Der kurze Griffel trägt sie aufrechten, etwa 1,5 Millimeter langen, purpurnen oder bleichen Narben. Die eiförmige oder ellipsoidische Kapsel ist glänzend schwarz-braun, 2,5 bis 4 Millimeter lang und so lang oder länger als die Blütenhüllblätter. Sie enthalten wenige zitronenförmige Samen. Die Samen sind 0,5 bis 0,6 Millimeter lang, schmal eiförmig und durchscheinend-rötlich.
Die Chromosomenzahl der Art ist 2n = 80.

## Ökologie
Die Blüten werden durch den Wind bestäubt. Die Verbreitung der Diasporen erfolgt ebenfalls durch den Wind oder durch Anhaften im Fell oder an Federn von Tieren. Als Halblicht- bis Volllichtpflanze erträgt die Pflanze keine Beschattung. Ihr ökologischer Schwerpunkt liegt auf dauerhaft gut durchnässten, luft- und stickstoffarmen Böden. Das Mark der Blätter dient als Durchlüftungsgewebe (Aerenchym), so dass die Pflanze auch im luftarmen Boden ausreichend mit Sauerstoff versorgt ist.
An den Wurzeln erzeugt der Pilz Entorrhiza casparyana Gallen. Durch Stiche des Blattflohs Livia juncorum werden Blattbüschel hervorgerufen.

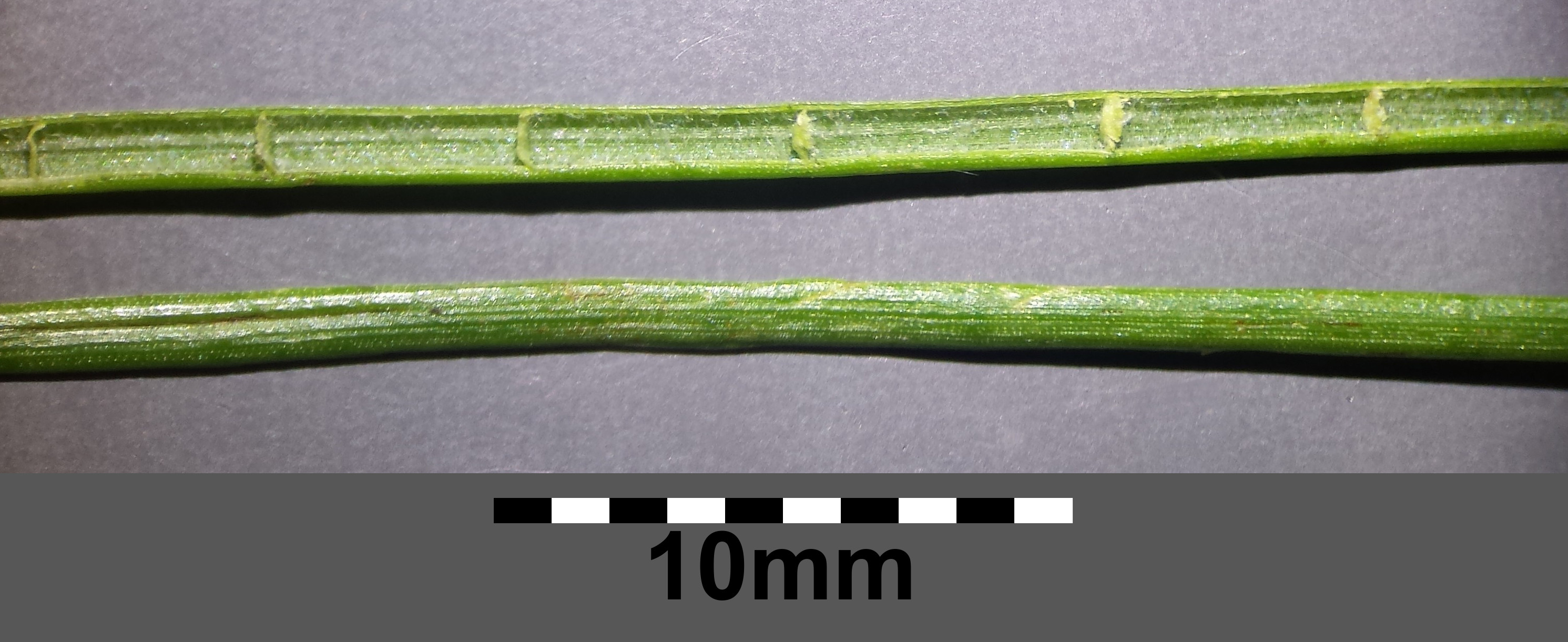
Die Laubblätter sind innen deutlich quergekammert.
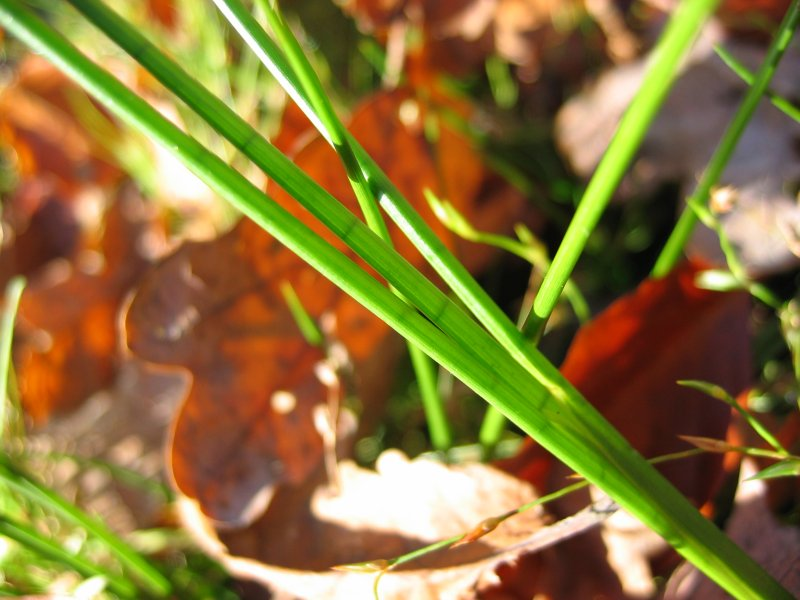
Gegliedertes Blatt
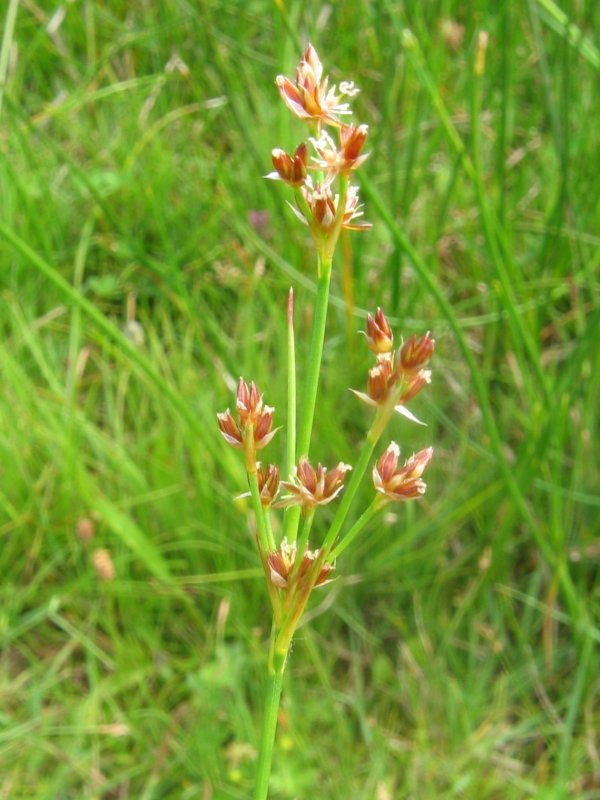
Blütenstand (Spirre)
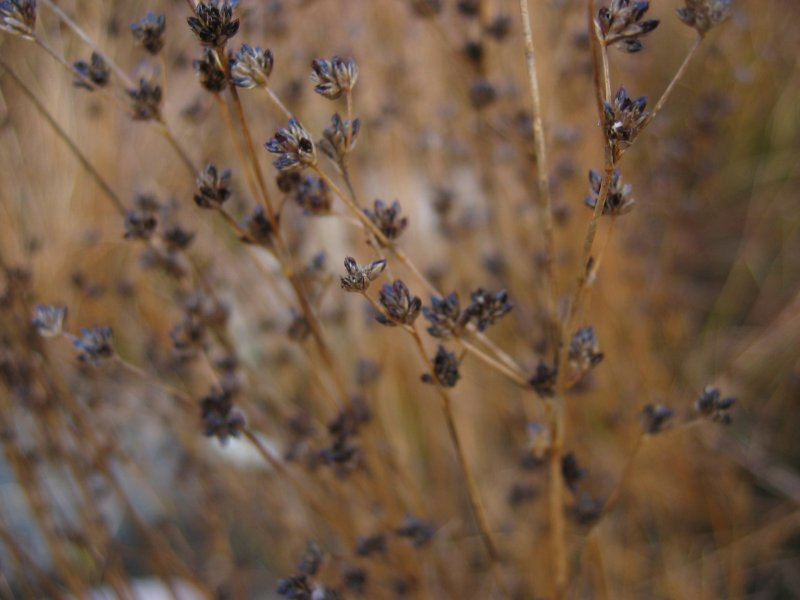
Fruchtstand im Herbst
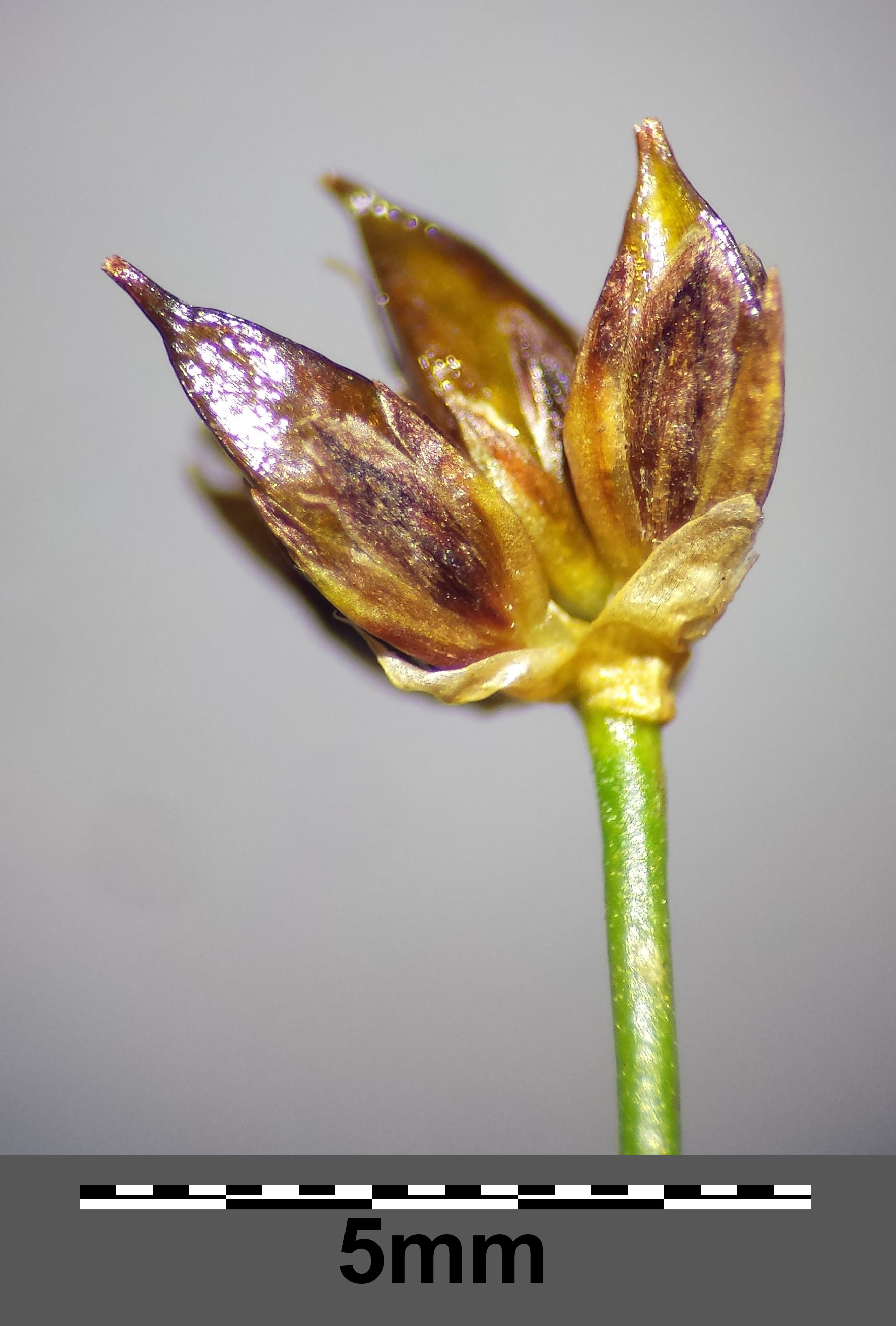
Von Hochblättern umgebenes Köpfchen mit Früchten. Die Früchte sind in einen Schnabel zugespitzt.
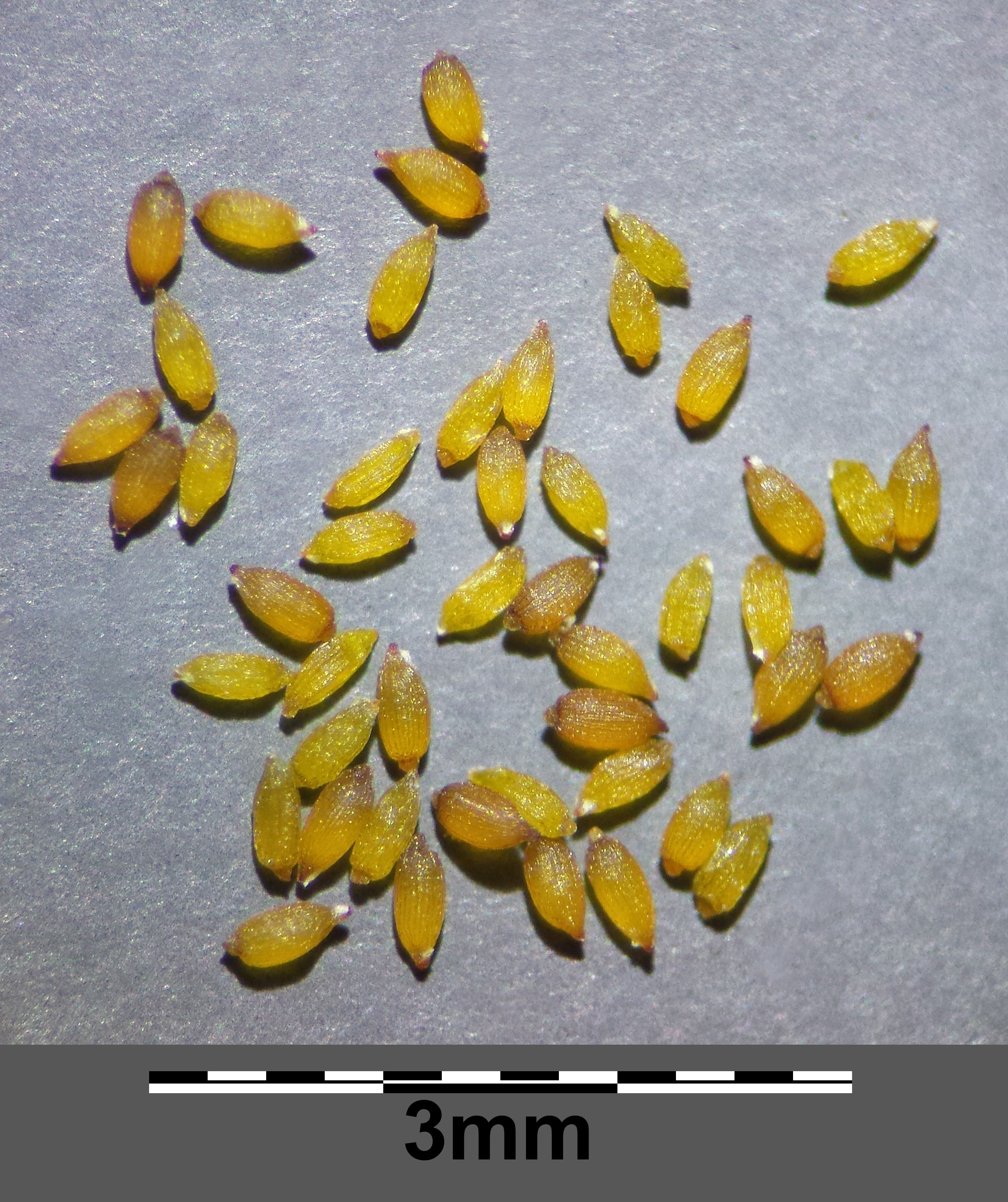
Samen
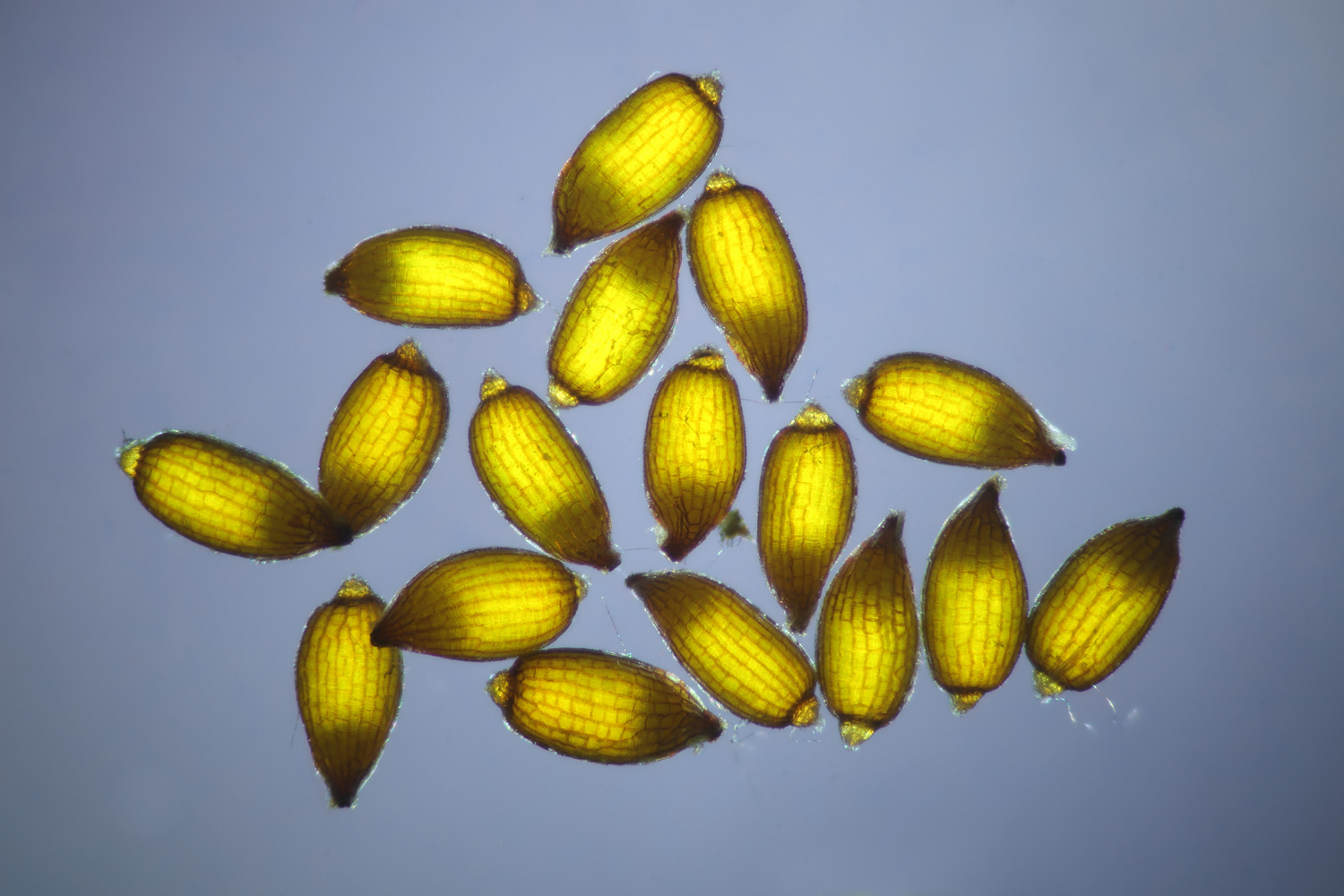
Samen im Durchlicht
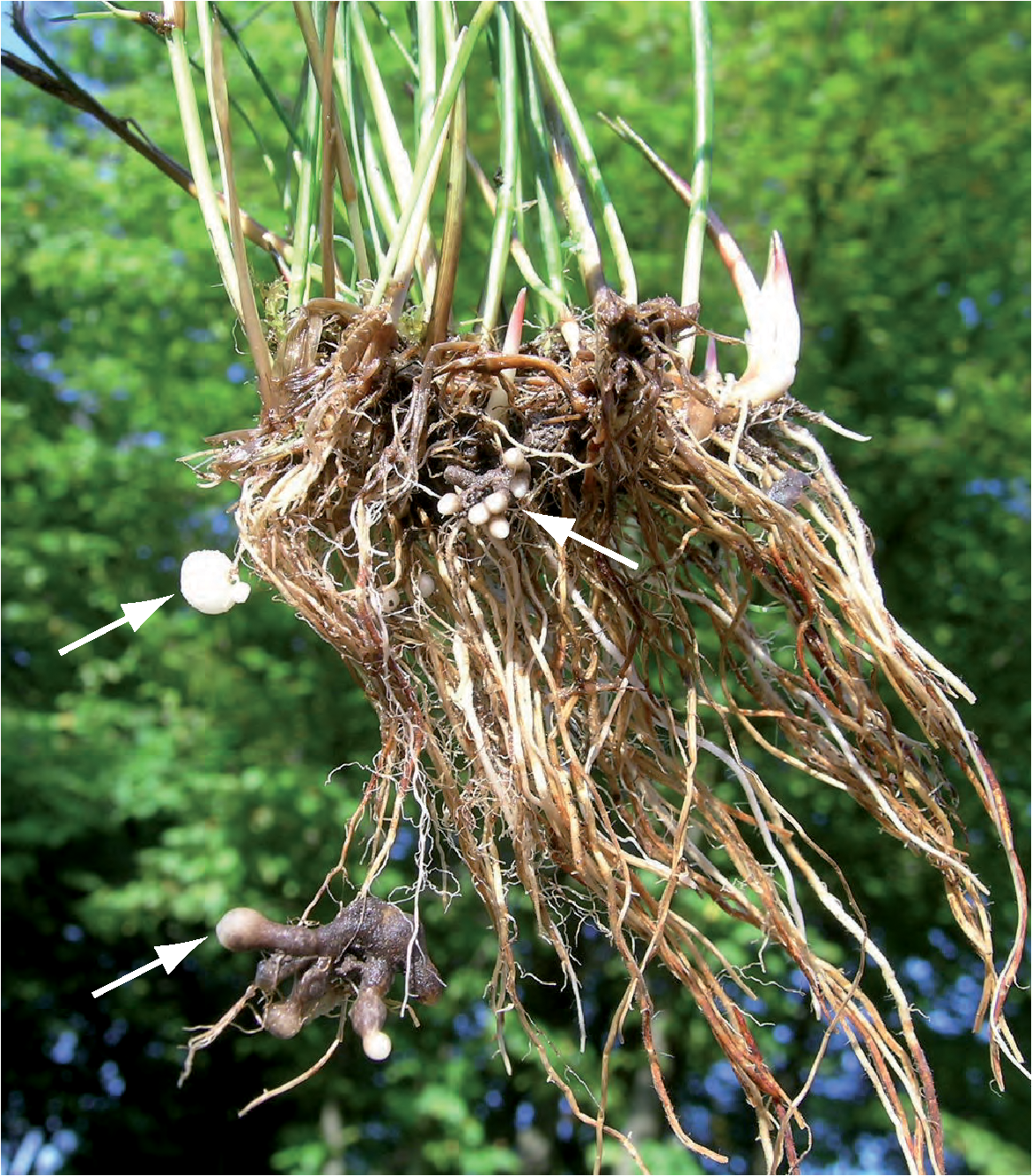
Wurzel der Glieder-Binse mit Gallen, die durch den Pilz Entorrhiza casparyana, eine Entorrhiza-Art erzeugt werden

## Verbreitung und Standort
Die Binse ist in fast allen Ländern Eurasiens, in Nordamerika und Nordafrika verbreitet. Dazuhin wurde sie nach Neuseeland, nach Australien und nach Südamerika eingeschleppt. In Europa kommt sie in allen Ländern außer in Moldau vor.
In Tirol steigt sie bis 2000 Meter auf. In den Allgäuer Alpen steigt sie in Vorarlberg zwischen Hochkrumbach und dem Haldenwanger Eck bis zu 1750 m über dem Meeresspiegel auf.
Die Sumpfpflanze (Helophyt) wächst in Sümpfen, Mooren, Feuchtwiesen und an Gewässerrändern. Sie kommt in Mitteleuropa vor allem in Scheuchzerio-Caricetea-fuscae-Gesellschaften, aber auch in Gesellschaften der Verbände Calthion, Agropyro-Rumicion oder Nanocyperion vor.

## Taxonomie und Systematik
Die Glieder-Binse wurde 1753 von Carl von Linné in Species Plantarum, Tomus 1, S. 327 als Juncus articulatus erstveröffentlicht. Die Art ist sehr vielgestaltig und hat daher viele Synonyme. EURO+MED zählt für Juncus articulatus subsp. articulatus etwa 110 Synonyme auf. Das lateinische articulátus, -a, -um bedeutet „gegliedert“. Synonyme von Juncus articulatus L. sind z. B. Juncus articulatus var. aquaticus L., Juncus aquaticus (L.) All. und Juncus lampocarpus Ehrh. ex Hoffm.
Man kann die folgenden Unterarten und Varietäten unterscheiden:
- Juncus articulatus L. subsp. articulatus: Sie kommt in den gemäßigten Zonen der Nordhalbkugel vor.[7]
  - Gewöhnliche Glieder-Binse (Juncus articulatus L. var. articulatus)
  - Strand-Glieder-Binse (Juncus articulatus var. littoralis Patze, E.Mey. & Elkan)[4]
- Juncus articulatus subsp. limosus (Vorosch.) Vorosch.: Sie kommt von Sibirien bis Japan vor.[7]

Es werden nach K. Kiffe in Deutschland zwei Unterarten unterschieden: die Gewöhnliche Glieder-Binse (Juncus articulatus subsp. articulatus) und die Strand-Glieder-Binse (Juncus articulatus subsp. litoralis (Patze, E.H.F.Meyer & Elkan) Lemke nom. inval.). Sie sind vor allem in der Form der Blütenstände und der Länge der Perigonblätter verschieden. Die zuletzt genannte Unterart wird aber von Jan Kirschner und anderen als Unterart nicht anerkannt.